# Acraea zethealis
Acraea zethealis är en fjärilsart som beskrevs av Jean Baptiste Godart 1819. Acraea zethealis ingår i släktet Acraea och familjen praktfjärilar. Inga underarter finns listade i Catalogue of Life.